# Heinrich Viktor von Segesser

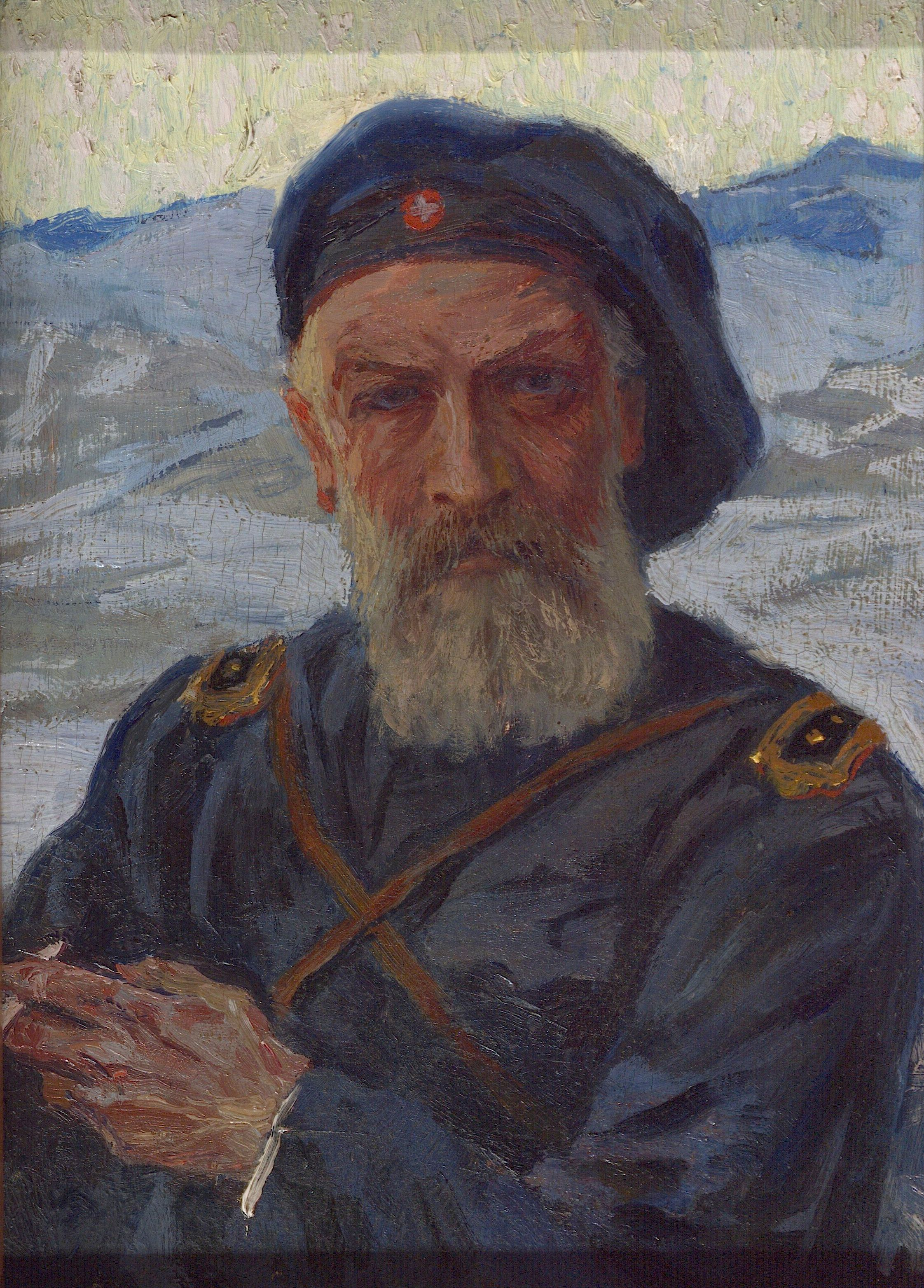
Porträt von Heinrich Viktor von Segesser

Heinrich Viktor von Segesser (* 17. August 1843 in Luzern; † 28. November 1900 in Cham) war ein Schweizer Architekt, Restaurator, sowie Infanteriekommandant und Divisionär.

## Biografie
Heinrich Viktor von Segesser war der Sohn des Heinrich Segesser von Brunegg (1809–1872) und der Maria Magdalena geb. v. Sury (1811–1856). Er heiratete Margaretha Crivelli (1848–1910), Tochter des Friedrich Crivelli, und hatte mit ihr einen Sohn.  Nach Schulen in Luzern und Freiburg folgten 1862–1871 Studien der Architektur und Kunstgeschichte in München, Besançon, Nancy, und Paris. Zurück in Luzern betrieb er von 1871 bis 1880 ein eigenes Architekturbüro zusammen mit Carl v. Balthasar (1841–1889). Er baute in dieser Zeit die Luzerner Hotels Gotthard, das Grand Hotel Europe und die neuromanische Privatkapelle der Familie Crivelli in Luzern. 1880 reiste er in die Ukraine für einen Schlossneubau mit Dependancen für den Grafen Schuwaloff. Danach arbeitete er wieder im eigenen Büro in Luzern, wobei von 1886 bis 1892 Henry Berthold v. Fischer (1861–1949) sein Mitarbeiter war. Bei einer mehrmonatigen Italienreise studierte er die Kirchenbaukunst der italienischen Romanik, die sein weiteres Schaffen prägen sollte. Neben seiner Berufsarbeit als gefragter Architekt durchlief er eine beachtliche militärische Karriere. 1899 trat er aus gesundheitlichen Gründen als Oberst-Divisionär zurück. Er hatte sich bei einem Sturz im Gebirgsdienst einen Leberriss zugezogen und verstarb an den Folgen 19 Monate später am 28. November 1900 im Schloss St. Andreas in Cham. Er hatte das Schloss, das der Landtwing'schen Fideikommiß gehörte, 1883 gemietet und Teile des baufälligen Gebäudes wieder bewohnbar gemacht.

## Wirken als Architekt
Nach den Bauten in Luzern von 1869–1870 des Hotel Gotthard und 1873–1874 des Grand Hotel Europe und 1874 des Knabenschulhauses auf Musegg (nach Plänen von Bühlmann, München) entstand mit der Familienkapelle der Crivelli ein erster Sakralbau. Es folgten 1886–1889 die Schlosskapelle Meggenhorn bei Meggen, 1886–1896 die Pfarrkirche St. Joseph/Kreuzauffindung in Schmitten und als wichtigstes Werk 1886–1898 die Berner Dreifaltigkeitskirche. Ausserdem leitete er einige Restaurierungen, so 1886 die der Schlachtkapelle von Sempach und 1898 der Tellskapelle bei Küssnacht SZ. Die Doppelturmfassade der Luzerner Jesuitenkirche konnte er 1893 vollenden. Weitere Bauten waren das Schulhaus auf der Musegg und die Villa Ephrussi – Heckenried in Meggen. Segessers Baustil orientiert sich mehr an südliche Architektur, anders als bei deutschen Kirchen des Historismus, die dem rheinischen und französischen Mittelalterstil nacheiferten.
Die Kirchen von Bern und Schmitten sind stark italienischen Vorbildern nachempfunden. Sie ähneln im Äusseren der Basilika San Zeno in Verona und innen altchristlich-byzantinischer Architektur. Segessers Arbeiten in verschiedenen Gegenden der Schweiz begründen seinen Ruf als einem der wichtigsten Schweizer Vertreter des Historismus in Architektur und Baukunst.

## Militärkarriere
Bereits 1864, mit 21 Jahren, wurde Heinrich Viktor von Segesser zum Unterleutnant ernannt, am 18. Juli 1870 zum Hauptmann der Infanterie und im Dezember 1871 zum Major befördert. Als Chef des Bataillons 41 wurde ihm im März 1879 das Kommando des 14. Infanterie-Regiments übertragen, welches er bis 1888 behielt. Ab 10. Januar 1888 kommandierte er die Infanterie-Brigade 7 Landwehr und wurde am 15. Januar 1892 zum Oberkommandierenden am Gotthard im Range eines Divisionärs ernannt. Anlässlich seines Abschieds fand am 11. Februar 1900 auf seinem eigenen Schloss St. Andreas bei Cham eine Feier statt, bei welcher er grosse Ehre erfuhr und durch den Artilleriechef Oberst Fritz von Tscharner (1852–1918) die Grüsse seiner ehemaligen Kameraden überbracht wurden.

## Gesellschaftliches Wirken
Heinrich von Segesser war 1883–1895 Mitglied des Ortsbürgerrates und Korporationspräsident von Luzern. Für die konservative Partei der Stadt Luzern erhielt er als Vertrauensmann wegen seines leutseligen Wesens als Zählkandidat immer viele Stimmen. Er war Präsident der Luzerner Offiziersgesellschaft und Leiter vieler Vereine und Gesellschaften.